# Éric Berdoati
Éric Berdoati (né le 9 mai 1964) est un homme politique français, maire de Saint-Cloud depuis 2005.

## Biographie

### Enfance - Jeunesse
Fils d'un expert-comptable, Éric Berdoati passe son enfance et sa jeunesse à Beauchêne, commune de Boutigny-Prouais et fait toute sa scolarité à l'institut privé Saint-Pierre Saint-Paul à Dreux.
Le 4 janvier 1982, alors qu'il se trouve avec un ami à Dreux, attendant le car devant le ramener chez lui, il est abordé par une bande de sept jeunes qui lui demande une cigarette. N'en ayant pas car n'étant pas fumeur, Éric Berdoati et son ami sont alors assaillis par la bande qui les frappe violemment. Il est hospitalisé d'urgence. Quelques jours plus tard la bande est appréhendée

### Carrière professionnelle
Entre 1992 et 1995, il est directeur du développement de la société MD Communication puis directeur général de la société Présence et Communication Médicales jusqu'en 1999 et secrétaire général du Centre de Formation et de Perfectionnement des Journalistes (CFPJ) de 1999 à 2003.
De 1997 à 1999, il est président du Syndicat de la Presse Médicale du Spécialiste qu'il a fondé.
Depuis 2004, il est gérant de la SARL « Presse entreprises formation & conseil ».

### Carrière politique
Élevé dans une famille gaulliste, c'est le lendemain de ses 17 ans, après la victoire de François Mitterrand aux élections présidentielles qu'Éric Berdoati s'intéresse à la politique et prend sa carte du RPR. Entre 1998 et 2005, il est délégué de la section locale du RPR (puis de l'UMP à partir de 2002) à Saint-Cloud où il vit avec sa famille depuis la fin des années 1980. En 2001, il est nommé maire adjoint à la jeunesse et aux sports par le maire de la commune, Bertrand Cuny (UDF). En 2005, après la démission de ce dernier, il est choisi comme candidat par la majorité municipale et élu puis réélu au premier tour en 2008, avec 62 % des voix. En tant que maire de Saint-Cloud, il préside  depuis 2006 le conseil d'administration du Centre hospitalier des quatre villes.
En 2007, il est suppléant de Patrick Ollier, élu député de la 7e circonscription des Hauts-de-Seine.
En 2008, il est candidat à la présidence de la fédération départementale des Hauts-de-Seine de l'UMP et, malgré son manque de notoriété, il n'est battu que de justesse par le président sortant Patrick Devedjian. Il se présente à nouveau en 2010 avant de se retirer le 5 novembre pour soutenir la candidature de Jean-Jacques Guillet qui remporte l'élection le 15 novembre.
Le 14 novembre 2010, Patrick Ollier est nommé ministre chargé des relations avec le Parlement dans le gouvernement Fillon III. Éric Berdoati prend donc sa place à l'Assemblée nationale dès le 15 décembre. Il devient également membre de la Commission des Affaires culturelles et de l'Éducation au sein de l'Assemblée.
Aux élections cantonales de 2011, Éric Berdoati est élu conseiller général du canton de Saint-Cloud, avant de devenir vice-président du Conseil général des Hauts-de-Seine.
Le 7 juin 2012, il démissionne de son mandat de député.
En février 2013, dans le cadre de la direction « partagée » entre Jean-François Copé et François Fillon, il devient, comme onze autres personnalités, secrétaire général adjoint de l’UMP, en plus du tenant du poste, Marc-Philippe Daubresse.
Lors des élections législatives françaises de 2017, alors que Patrick Ollier, maire de Rueil-Malmaison, ne brigue pas un nouveau mandat de député, Éric Berdoati est candidat Les Républicains dans la 7e circonscription des Hauts-de-Seine (le candidat suppléant qui l'accompagne est Denis Gabriel, adjoint au maire de Rueil-Malmaison). Il est alors soutenu par Patrick Ollier et par Jacques Gautier, maire de Garches. Il parvient au second tour, mais finit deuxième, le 18 juin 2017, avec 42,19 % des suffrages exprimés, derrière le candidat de la République en marche, Jacques Marilossian, lequel obtient 57,81 % des voix et devient donc député.
Le 1er juin 2019 il annonce dans Le Journal du dimanche qu'il va quitter LR.

### Vie privée
Éric Berdoati est marié et père de deux enfants.
Il pratique l'escrime au Cercle d'escrime drouais, et devient maître d'armes en 1985 à l'âge de 21 ans, il est sacré champion de France des maîtres d'armes en 1986. Rugbyman amateur, il fut dirigeant d’un club agréé.

## Synthèse des mandats et fonctions

### Mandats nationaux
- Député :
  - Du 15 décembre 2010 au 7 juin 2012 : député UMP de la 7e circonscription des Hauts-de-Seine (démission).

### Mandats locaux
- Maire :
  - Depuis le 13 juin 2005 : maire de Saint-Cloud.

- Adjoint au maire :
  - Du 19 mars 2001 au 13 juin 2005 : adjoint au maire de Saint-Cloud (Hauts-de-Seine).

- Conseil départemental :
  - Depuis le 1er juillet 2021 : vice-président du conseil départemental des Hauts-de-Seine chargé des transports
  - Depuis le 2 avril 2011 : conseiller général puis départemental des Hauts-de-Seine

- Intercommunalité :
  - Depuis le 19 juin 2012 : vice-président de la Communauté d'agglomération Cœur de Seine
  - Du 1er janvier 2016 au 28 juin 2020 : conseiller de la Métropole du Grand Paris.

### Autres
- Du 3 février 2013 : secrétaire général adjoint de l’UMP.
- Du 30 mai 2015 au 13 décembre 2017 : secrétaire général adjoint de LR.